# هاشم حسن المجيد
هاشم حسن المجيد (1946 - 24 شباط 2015) موظف مخابرات عراقي، والمدير العام لمنشأة الخطوط الجوية العراقية سنة 1982، وعضو قيادة قطرية في حزب البعث، عُيّنَ محافظاً لمحافظة بابل في 7 كانون الثاني سنة 1986م، ثم محافظاً لمحافظة التأميم (1991)، وهو أخو علي حسن المجيد وابن عمّ الرئيس صدام حسين، ذُكرَ أنه اُعتقل في عهد صدام حسين بتهم فساد سنة 2001، ثم أُطلقَ، وعمل بعدئذٍ في التجارة، وكان سنة 2002م مسؤول الكليات الأهلية في مكتب بغداد لحزب البعث، سُجنَ بعد دخول قوات الاحتلال الأمريكي إلى العراق، وفي يوم 4 تشرين الثاني سنة 2008، صدرت لائحة اتهام ، ذُكر فيها اسمُه بتهمة التهجير وإجبار عوائل على الرحيل، وحُكمَ عليه يوم 2 آب سنة 2009، وقضى محكوميته، وخرجَ، وقيل إنه أُخرج بعد تبرئته من التهم المنسوبة إليه، وفي يوم 26 نيسان سنة 2007، هاجمتْ ميليشيا مجهولة، بيتَ هاشم حسن في حي القادسية بمدينة تكريت، وقتلوا زوجتَه وابنتَهُ.